# Wygoda (Brus)
Wygoda – osada wsi Brus w Polsce położona w województwie świętokrzyskim, w powiecie jędrzejowskim, w gminie Jędrzejów.
W latach 1975–1998 osada należała administracyjnie do województwa kieleckiego.